# Le donne hanno sempre ragione
Le donne hanno sempre ragione (Oh, Men! Oh, Women!) è un film del 1957 diretto da Nunnally Johnson.